# Танкарвиль, Жан
Жан Танкарви́ль (фр. Jean de Tancarville, виконт де Мелён и граф де Танкарвиль, ок. 1318 — 1382) — французский полководец.
Старший сын Жана I де Мелёна.
После смерти отца (1350) унаследовал виконтство Мелён и сеньорию Танкарвиль, получившую 4 февраля 1352 г. статус графства.
Во время Столетней войны храбро боролся с англичанами в Нормандии. Пользовался расположением французского короля Иоанна и вместе с ним был взят в плен англичанами в битве при Пуатье (1356 год).
В 1358 году Танкарвиль приезжал во Францию, чтобы добиться от Генеральных штатов согласия на условия выкупа короля Иоанна, предложенные английским королём. В 1360 году при содействии Танкарвиля был заключён мир в Бретиньи.
В 1363 году Танкарвиль вместе с королём вернулся в плен в Англию. Позже ему удалось вернуться во Францию.
При Карле V - губернатор Лангедока, Шампани и Бургундии.
С 1334 года был женат на Жанне Креспен (ум. 1374), даме д'Этрепаньи, де Варангебек и де Ноль, дочери Гильома VI Креспена, коннетабля Нормандии. Дети:
- Жан III (ум. 1382/85), виконт де Мелён, граф де Танкарвиль.
- Гильом (погиб в битве при Азенкуре 25.10.1415),  виконт де Мелён, граф де Танкарвиль.
- Маргарита, жена Жана де Нуайе, графа де Жуаньи (ум. 1361), и Роберта де Фьенна (ум. 1384), сеньоре де Тенгри.